# Joseph Sambrook
Joseph Frank „Joe“ Sambrook (* 1. März 1939 in Liverpool; † 14. Juni 2019) war ein britisch-australischer Molekularbiologe und Krebsforscher. Er war ab 1995 als Professor an der University of Melbourne tätig und beschäftigte sich unter anderem mit Onkoviren, den molekularen Grundlagen der Krebsentstehung sowie dem Transport und der Faltung von Proteinen. In Anerkennung seiner Forschungsleistungen wurde er unter anderem in die Royal Society und die Australian Academy of Science aufgenommen.

## Leben
Joseph Sambrook wurde 1939 in Liverpool geboren und absolvierte seine akademische Ausbildung an der University of Liverpool, an der er 1962 einen BSc-Abschluss in Mikrobiologie erlangte, sowie an der Australian National University, an der er vier Jahre später mit einer Arbeit zur Genetik tierischer Viren promovierte. Anschließend war er in den Jahren 1966/1967 am Laboratory of Molecular Biology des Medical Research Council in Cambridge und von 1967 bis 1969 am Salk Institute for Biological Studies als Post-Doktorand in La Jolla tätig.
Von 1969 bis 1985 wirkte er als Forschungsgruppenleiter am Cold Spring Harbor Laboratory (CSHL) in Cold Spring Harbor im US-Bundesstaat New York. Danach wechselte er an das Southwestern Medical Center der University of Texas in Dallas, wo er von 1985 bis 1991 als Professor und Leiter der Abteilung für Biochemie fungierte sowie darüber hinaus von 1986 bis 1993 das Burgher Center for Molecular Cardiology und von 1991 bis 1994 das McDermott Center for Human Growth and Development leitete. Ab 1995 war er Forschungsdirektor am Peter MacCallum Cancer Institute in Melbourne und Professor in der Abteilung für Pathologie der University of Melbourne.
Joseph Sambrook war verheiratet mit der Biochemikerin Mary-Jane Gething und Vater einer Tochter. Aus seiner ersten Ehe entsprangen drei Kinder.

## Wissenschaftliches Wirken
Schwerpunkte der Forschung von Joseph Sambrook waren unter anderem Onkoviren wie SV-40 und Adenoviren, molekularbiologische und genetische Aspekte der Entstehung von Krebs sowie der Proteintransport und die Proteinfaltung in Zellen.
Während seiner Zeit am CSHL beschrieb er 1973 die Verwendung von Agarose und Ethidiumbromid zur Gelelektrophorese und zum Nachweis von DNA. Im Jahr 1988 entdeckte er gemeinsam mit Mitarbeitern seiner Arbeitsgruppe am Southwestern Medical Center die Unfolded Protein Response, eine Reaktion von Zellen auf Stress aufgrund der Ansammlung von fehlerhaft gefalteten Proteinen.
Darüber hinaus hat er mit dem Werk „Molecular Cloning: A Laboratory Manual“ ein Laborhandbuch zu Klonierungsmethoden begründet, das weltweit als Referenzstandard zu diesem Thema gilt.

## Auszeichnungen
Joseph Sambrook gehörte ab 1985 der Royal Society und ab 2000 der Australian Academy of Science an. Am CSHL wurde mit dem Joseph F. Sambrook Laboratory ein Laborgebäude nach ihm benannt. Seine Alma Mater, die University of Liverpool, verlieh ihm 2007 einen Ehrendoktortitel.

## Werke (Auswahl)
- DNA Microarrays: A Molecular Cloning Manual.  Cold Spring Harbor 2003
- Molecular Cloning: A Laboratory Manual.  Vierte Auflage. Cold Spring Harbor 2012 (drei Bände)
- Phillip A. Sharp, Bill Sugden, Joe Sambrook: Detection of two restriction endonuclease activities in Haemophilus parainfluenzae using analytical agarose-ethidium bromide electrophoresis. In: Biochemistry. 12(16)/1973. ACS Publications, S. 3055–3063, ISSN 0006-2960
- Yasunori Kozutsumi, Mark Segal, Karl Normington, Mary-Jane Gething, Joe Sambrook: The presence of malfolded proteins in the endoplasmic reticulum signals the induction of glucose-regulated proteins. In: Nature. Band 332, Ausgabe 6163 vom 31. März 1988, S. 462–464